# Гвінейська течія

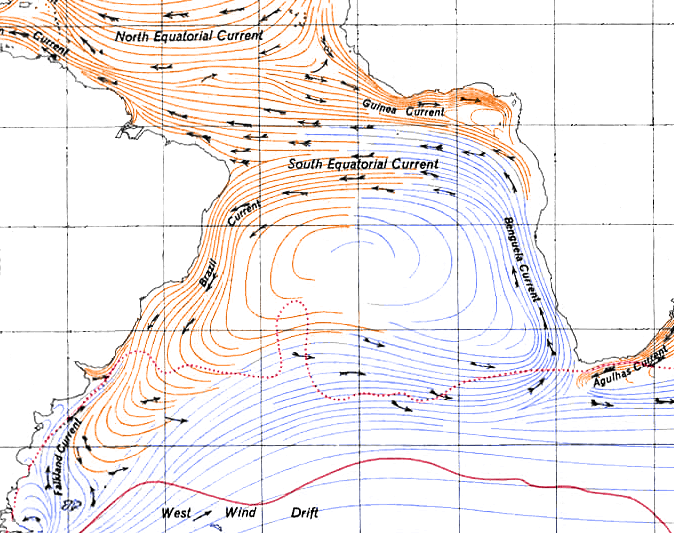
Карта течій Південної Атлантики

 Гвіне́йська течія́ — тепла морська течія в Атлантичному океані, на півночі Гвінейської затоки, біля узбережжя Африки. Пересічна річна температура води на поверхні +26…+27 °C, солоність до 35 ‰.
Течія складається з екваторіальних протитечій і проникає із заходу в Гвінейську затоку. Область течії може бути розглянута як така, що складається з двох частин (за межу між ними можна прийняти меридіан 10° західної довготи):
- Області власне екваторіальних протитечій. Західна межа області змінюється не тільки за порами року, але і в різні роки не залишається однією і тією ж; тому у різних джерелах фігурують різні дані. За Бергаузом і англійським картам, західну межу екваторіальних протитечій становить меридіан 51 ° західної довготи, за Кольдевелем — 40 ° західної довготи. Але це максимальне поширення на захід зазначених течій спостерігається тільки наприкінці літа і восени, в кінці ж зими і навесні західний кордон течій становить меридіан 25° західної довготи. Загальний рух вод в цій області із заходу на схід і середня швидкість місцями до 50 км на добу, але близько меридіана 25° західної довготи спостерігалася іноді і до 125 км на добу. Ближче до берегів Африки середня швидкість течії зменшується до 30 км на добу.
- Області власне гвінейської течії. Середня швидкість течії на меридіані мису Пальма досягає знову 44 км на добу і в окремих випадках до 88 км і більше на добу. Далі на схід течія зменшує швидкість. Після Бенінської затоки поступово повертає на південь і потім на захід, зливається у екватора з Південною екваторіальною течією.